# Triposporina uredinicola
Triposporina uredinicola är en svampart som beskrevs av Höhn. 1912. Triposporina uredinicola ingår i släktet Triposporina, divisionen sporsäcksvampar och riket svampar.   Inga underarter finns listade i Catalogue of Life.